# Oliver Marquardt
Oliver Marquardt (* 14. Juli 1969 in Ost-Berlin) ist ein deutscher Musikproduzent, Techno-Musiker und DJ.
Bekannt wurde er Anfang der 90er Jahre unter dem Pseudonym DJ Jauche und gilt als eine der zentralen Figuren in der Berliner Elektro-Musik und Club-Landschaft. Er hat in international bekannten Berliner Clubs regelmäßig oder als Resident aufgelegt, wie Walfisch, Bar 25, Ostgut/Berghain. Seit dem Jahr 2001 tritt er auch unter Projektnamen wie Jack Flash und Robin Masters Orchestra auf.

## Leben
Oliver Marquardt wuchs in Berlin auf. Sein älterer Bruder ist der Fotograf und Berghain-Türsteher Sven Marquardt.
Er absolvierte zunächst eine Ausbildung zum Kellner. Beeinflusst durch den US-amerikanischen Breakdance-Film Beat Street, fasste er 1984 den Entschluss als DJ tätig zu werden und erwarb 1989 seinen ersten Schallplattenspieler.

## Anfang der 90er Jahre
Nach der Wende organisierte Marquardt ab 1990 Techno-Partys in Berlin und anderen Städten in Bunkern, leerstehende Fabriken oder einfach nur in Kellern. Die Ausstattung waren meist nur Boxen, Stroboskope und Nebelmaschinen. Die meisten Partys oder Raves zur Zeit der Wende auf ehemaligem ostdeutschem Gebiet waren illegal. DJ Jauche zählte als Underground-DJ in und um Berlin.
Aus manchen dieser illegalen Locations sind später reguläre Clubs entstanden. In der alten Berliner Kneipe „Zum Walfisch“ im Geisterbahnhof Heinrich-Heine-Straße mitten im Grenzgebiet in der Nähe des Berliner Alexanderplatzes etablierten DJ Jauche und DJ Würfler für Freunde einen After Hour Club und es wurde daraus ein Treffpunkt für elektronische Musik. So wurde DJ Jauche regulärer Resident-DJ im Walfisch, dem ersten international bekannten Berliner Club der 90er direkt in der Stadtmitte des neuen ungeteilten Berlins.

## Mitte der 90er Jahre
1995 startete er seine Party-Serie Jauchomatic. Dafür holte er seinen Bruder Sven Marquardt in die Clubszene und verschaffte ihm seinen ersten Job als „Türsteher“.
Mit einem extravaganten Konzept zog 1997 der Sage Club in die ehemaligen Räumlichkeiten des Club Walfisch ein und DJ Jauche gründete mit Medy Soul ein Projekt namens Slave to the Rhythm. Unter diesem Label wurden Sänger, Bassisten, Percussionisten, Saxofonisten, Trompeter und andere Musiker eingeladen, die auf den Partys zu seiner Musik sangen und spielten.
Das Konzept wurde erst im Sage Club, später im Ostgut im Jahr 2000 auf der Red Bull Hammer Tour zelebriert und danach regelmäßig im Berghain.
DJ Jauche legte ab 1998 regelmäßig im Ostgut auf. Im Januar 2003 musste das Ostgut die Lagerhalle im Friedrichshain verlassen zog in ein in unmittelbarer Nähe gelegenes ehemaliges Heizkraftwerk. Dort wurde im Oktober 2004 die Panorama-Bar und im Dezember 2004 das eigentliche Berghain eröffnet.
Olivers Bruder Sven wurde berühmt erst als Einlasser des Ostgut und dann des daraus entstandenen Berghain Clubs sowie für seine Arbeit als Künstler und Fotograf.
Da Berlin Mitte der 90er Jahre als Techno-Hauptstadt bekannt war und DJ Jauche als einer der Hauptprotagonisten der Berliner Techno-Szene galt, kamen zunehmend Angebote für Auftritte aus dem Ausland. Seit Mitte der 1990er Jahre tritt er europaweit auf.
1998 gründete Marquardt das Independent-Label Jetstream.

## Ab 2000
Gemeinsam mit Björn Brandt betrieb er ab 2001 das Projekt Machomovers, dessen erste Veröffentlichung, die Night Dimensions EP, im gleichen Jahr auf Komfort Musik erschien. Das Debütalbum des Projekts Sexy wurde 2003 auf Sonntag Music veröffentlicht. 2006 folgte das zweite Album Bare, Deep & Long, ebenfalls auf Sonntag Music.
Zudem ist Marquardt als Produzent tätig. Unter anderem produzierte er das DAF-Album Fünfzehn neue DAF-Lieder (2003).
Im Jahr 2004 moderierte DJ Jauche seine eigene Radiosendung „Sophisticated House“ auf Nova Radio München und legte regelmäßig im eleganten Berliner Spindler&Klatt auf.
2014 fließt seine Produktion ein in Party auf dem Todesstreifen - Soundtrack der Wende.  Der Fernsehfilm zeigt, wie Ost- und West-Berliner im Jahr 1989 im Schatten des politischen Umbruchs eine neue Kultur gründen: den Techno. Auf illegalen Partys tanzen alle gemeinsam zu donnernden Bässen, Gegensätze zählen nicht mehr.
2022 produzierte er mit Musikern der Band Karat von Ed Swillms Song Der blaue Planet ein gleichnamiges Album mit Remixen. Er produzierte weitere Remixe für Künstler, wie Die Ärzte, Frankie Bones oder Marusha.
2023 erscheint die Miniserie Exzess - Berlin Hauptstadt der Clubs mit Oliver Marquardt als DJ Jauche.

## Diskografie (Auswahl)

### Alben
- 2003: Machomovers – Sexy (Sonntag Music)
- 2006: Machomovers – Bare, Deep and Long (Sonntag Music)
- 2018: DJ Jauche –  Nachtboutique - Dirty Night's And Boogie Light's (Flaneurecordings)
- 2019: DJ Jauche – Spreekind (Flaneurecordings)
- 2022: DJ Jauche feat. Karat – Der blaue Planet feat. Karat (Flaneurecordings)

### DJ-Mix-Alben
- 2001: Jack Flash aka DJ Jauche – Extreme Couching (DJ-sets.com)
- 2002: Jack Flash aka DJ Jauche – Extreme Couching Part 2 (DJ-sets.com)
- 2002: DJ Jauche aka Machomovers – Extreme Couching Part 3 (DJ-sets.com)
- 2004: DJ Jauche aka Machomovers – Extreme Couching Part 4 (DJ-sets.com)
- 2006: Various – Room Division Vol. 1 Casual Moods (Sonntag Music)
- 2008: Babarama No. 1 – Premium Modemesse (Appeal Musique)

### Singles & EPs
- 1998: Lo-Fi. – Sane? (Jetstream Records)
- 2001: Milk & Sugar vs. John Paul Young feat. Jack Flash – Love Is In The Air (The Jack Flash Mixes) (Kosmo Records)
- 2001: Robin Masters Orchestra – Illusion (Circuit Music)
- 2001: Machomovers – Night Dimensions 12 (Komfort Musik)
- 2002: Jack Flash feat. Desney – Feel So Alive (Luxury House)
- 2002: Machomovers – Jaegermeister 12 (Sonntag Music)
- 2002: Machomovers – Turn the Tide 12 (Sonntag Music)
- 2003: The Faction – Leben und Sterben (Funkhaus Music)
- 2003: Machomovers – Feel it! 12 (Sonntag Music)
- 2004: Machomovers – House the Music 12 (Sonntag Music)
- 2005: Machomovers – We Love Music 12 (Sonntag Music)
- 2006: Robin Masters Orchestra – Drifting EP (Appeal Musique)
- 2008: Rockford Inc. – Like a Rock / Mina`s Theme (Roots / Tuning Spork)
- 2009: Robin Masters Orchestra – Longing (Society 3.0 Recordings)
- 2011: Robin Masters Orchestra feat. Desney Bailey – Dance With The Moon (Fiakun)
- 2011: Rockford Inc. – This Is Not My Underwear (Baalsaal Records)
- 2013: Robin Masters Orchestra with Desney Bailey – Sweet Harmony (FM Musik)
- 2013: DJ Jauche – Wildpudel EP (Acker Dub Rec.)
- 2013: Rockford Inc. & Desney Bailey – Blue Waters (Sonar Kollektiv)
- 2018: DJ Jauche – The Balance EP (Flaneurecordings)
- 2019: DJ Jauche – Fly By Night / Spreekind (Flaneurecordings)

### Remixe
- 2000: Die Ärzte – Rock’n’Roll-Übermensch (Jauche's Pina Colada Mix) (Hot Action/Universal/BMG)
- 2002: Felix Rennefeld – Game Over (Jack Flash's Grilled Bacon Mix) (Funkhaus Music)
- 2003: Marusha – Cha Cha Maharadsha (Jack Flash Remix) (Ping Pong Productions)
- 2005: Trick & Kubic – High (Machomovers Remix) (Sonntag Music)
- 2008: ZlemTree – I.C.U. (The Jack Dub) (Supa Dupa Records)
- 2009: Linha Boys – Funky Babe (Robin Masters Orchestra's Floating Remix) (LAD Publishing & Records)